# Royaume du Pont
Pour les articles homonymes, voir Le Pont et Pont (homonymie).
281 av. J.-C. – 62
Entités précédentes :
- Royaume de Macédoine (Diadoques)

Entités suivantes :
- Empire romain

Le royaume du Pont (en grec ancien Πόντος / Pontós, « la mer, la haute mer ») est un royaume antique situé sur la côte méridionale de la mer Noire, dont il contrôlait aussi plus ou moins le pourtour. Aujourd'hui, le cœur de cette région se trouve en Turquie.
Le royaume du Pont tire son nom de la mer Noire, appelée anciennement par les Grecs Pont-Axin (Áxeinos Póntos / Ἀξεινος Πόντος), soit la Mer inhospitalière, en raison des populations qui vivaient sur ses rivages, et par retranscription du nom perse Axaïna (bleu foncé) que portait la satrapie côtière sous les Achéménides. Par la suite, et par antiphrase, le nom devint ho Euxéinos ho Pontos (ὁ Εὐξεινος ὁ Ποντος) la Mer l'hospitalière, retranscrit en français en « Pont-Euxin ». Le premier à le mentionner est Xénophon dans son Anabase. Les limites de la région ont souvent changé, de même que les noms des royaumes limitrophes. Sa seule véritable frontière, intangible et essentielle, était celle qui bordait la mer Noire. Ce n’est qu’avec la constitution du royaume du Pont (301-36 av. J.-C.) que la région deviendra plus nettement délimitée.
Le Pont est une région sauvage de l'Asie Mineure, montagneuse, très boisée et peu peuplée à l'est, bien que riche en minerais, tandis que les vallées du Halys, de l'Iris et de leurs affluents font de la partie occidentale une zone riche et cultivable, la communication et le commerce étant facilités par les routes construites sous différents empires.

## Histoire

### Origines
Peuplé initialement de Casquéens, le Pont a vu s'élever sur sa côte les colonies grecques de Sinope, Amaseia, Cerasus et Trébizonde au VIe siècle av. J.-C.
Il fut rattaché en 546 à la satrapie d'Axaïna de l'Empire perse. Axaïna (« Indigo ») était le nom iranien de la mer Noire. La région fut conquise par Alexandre en 331. Après sa mort, lors du partage de Triparadisos (321 av. J.-C.), elle est attribuée avec le reste de l'Anatolie à Antigone Monophtalmos. Celui-ci est vaincu par Lysimaque et Séleucos Ier à la bataille d'Ipsos en 301 av. J.-C.. L'ouest et le centre de l'Anatolie (Asie Mineure) sont attribués à Lysimaque, qui détient déjà la Thrace.

### Fondation
Pendant les guerres des Diadoques au début de l'époque hellénistique, Antigone, Séleucos et Lysimaque se disputent l'Anatolie. Mais le Pont reste hors de leur tutelle. Mithridate Ier, un Perse hellénisé (fils de Mithridate II de Cios au service d'Antigone, tué en 301 av. J.-C.) s'empare du Pont au début du IIIe siècle av. J.-C. et se déclare indépendant. Il lui faut de longues guerres, mal connues, pour s’affranchir définitivement des Séleucides.
La langue officielle du royaume du Pont était le grec ancien. Lors de la création du royaume, la capitale était Amaseia ; elle est déplacée à Sinope quand cette ville est rattachée au royaume en 183 av. J.-C. Le royaume est très prospère : il dispose de terres fertiles et d'importantes mines d'argent, qui permettent un monnayage abondant et répandu à partir de Mithridate III du Pont.
Le royaume est relativement homogène territorialement, grâce aux communications faciles, terrestres et maritimes. Devenu une thalassocratie en mer Noire, il s’agrandit progressivement vers la côte est, puis au nord de la mer, incluant la Crimée. Les colonies grecques de la côte ouest, autour des bouches du Danube, deviennent ses alliées. À l'intérieur de l'Anatolie, Mithridate V reçoit de Rome la Phrygie, mais son successeur Mithridate VI doit la restituer.

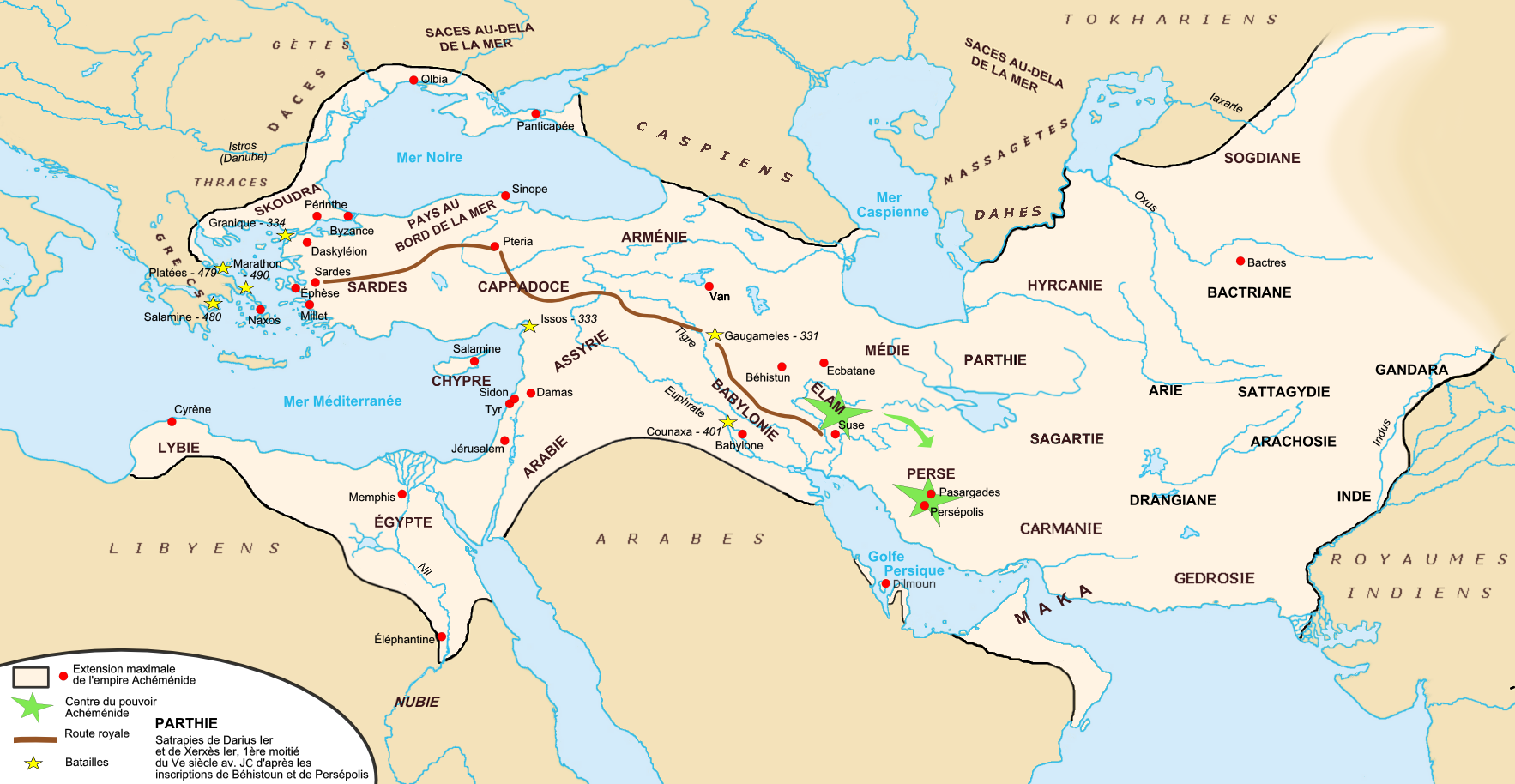
Empire achéménide vers -450
Rroyaumes des Diadoques après la bataille d'Ipsos (-301)
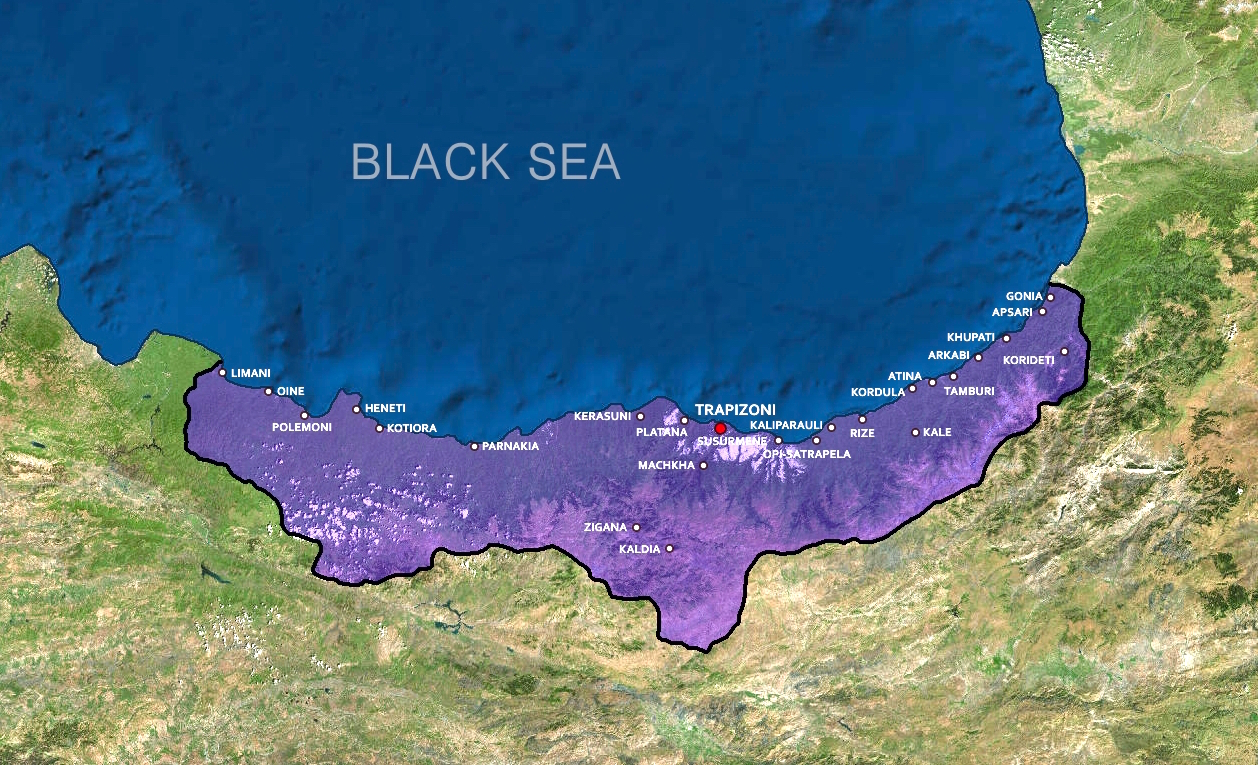
Carte satellite de la région du Pont
Carte simplifiée du Pont
Proche-Orient, vers -100

### Le règne de Mithridate VI Eupatôr

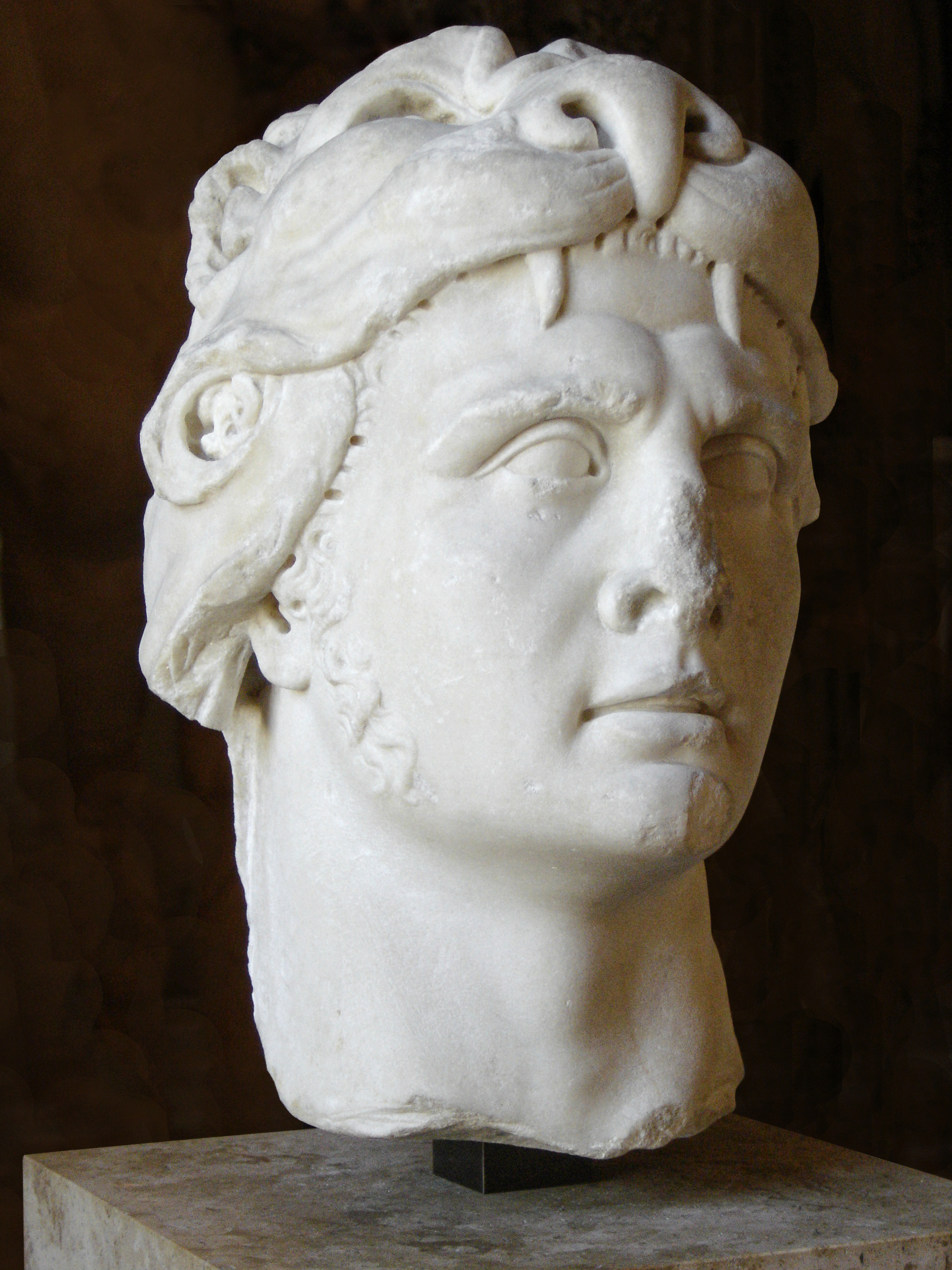
Buste de Mithridate VI (Musée du Louvre, Paris).

On dispose de beaucoup d'informations sur Mithridate VI Eupatôr (le « Bien-né »). Sous son règne, le royaume va connaître une importante vague d’expansion et une lutte de longue haleine contre Rome. Il s'empare de la région de Petite Arménie vers 113 av. J.-C. Cette région lui permet d'implanter plusieurs forteresses et garnisons qui lui serviront dans sa lutte contre Rome.

### Sous l'Empire romain

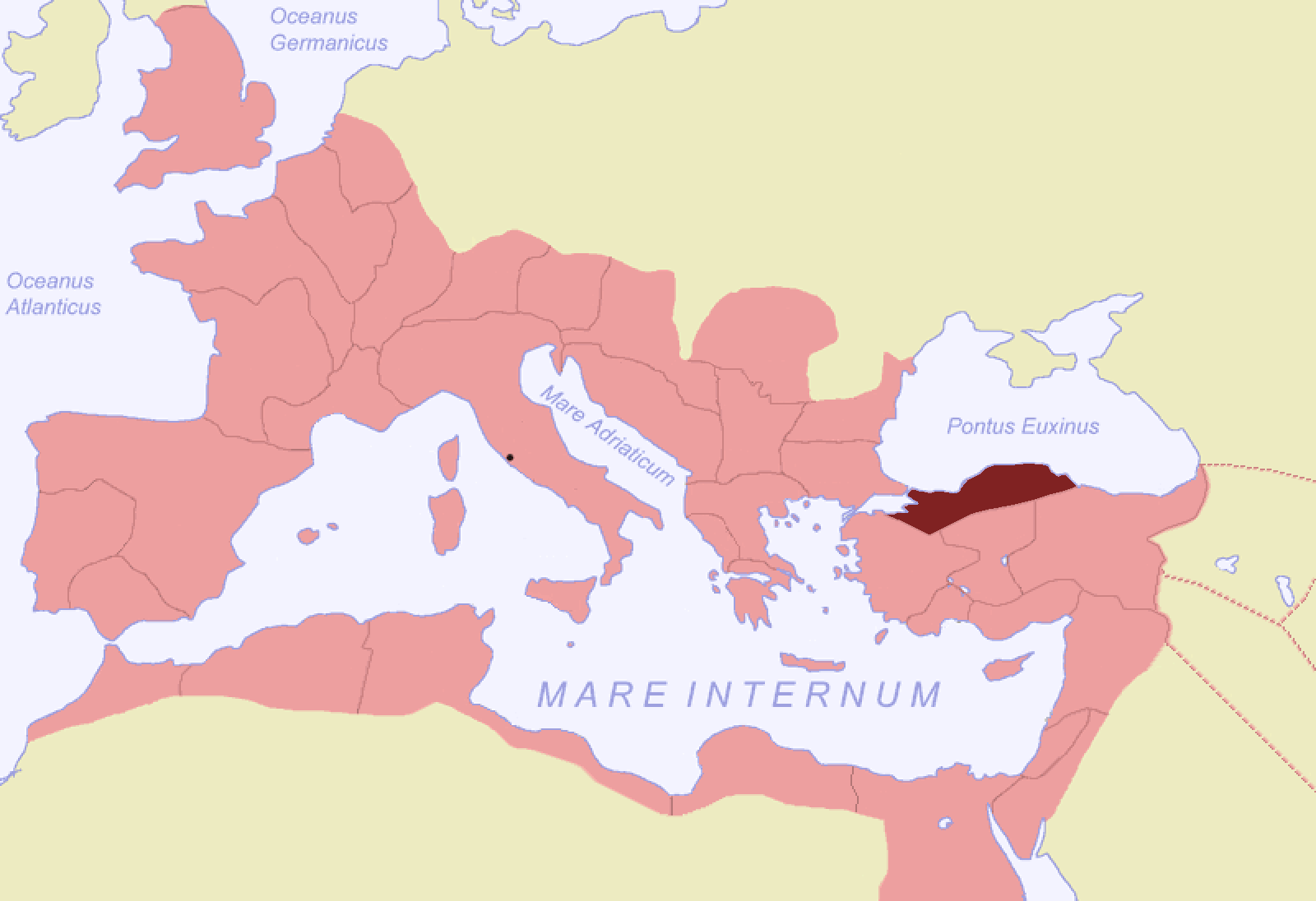
La Bithynie et le Pont dans l'Empire romain, vers 120.

Le Pont est finalement vaincu par Pompée en 63 av. J.-C. et progressivement annexé à Rome. La partie occidentale est d’abord rattachée à la province de Bithynie, désormais connue comme province de « Bithynie et Pont ». La partie orientale est confiée au Galate Dejotarus, allié romain. En 47, Pharnace II, roi du Bosphore et fils de Mithridate VI, profite de la guerre civile à Rome pour étendre ses possessions en envahissant la Colchide et une partie du royaume de Galatie. Le roi Dejotarus, client romain, réclame alors l’aide de Cneius Domitius Calvinus, proconsul d’Asie nommé par César. L’affrontement tourne à l’avantage de Pharnace qui obtient la victoire à Nicopolis et occupe le reste des territoires de l’ancien royaume paternel, le Pont et le nord de la Cappadoce.
César apprend ces événements alors qu’il se trouve en Égypte et part affronter Pharnace dans le Pont. La rencontre a lieu au nord de la Cappadoce, près de la ville de Zéla. La bataille est une victoire rapide pour César qui anéantit les forces de Pharnace. Ce dernier fuit jusqu’au Bosphore avec une fraction de sa cavalerie. Désormais impuissant, il est assassiné par un concurrent au trône du Bosphore. Revenu à Rome après sa victoire, César déclare au Sénat : « Veni, vidi, vici », allusion à sa victoire complète et rapide.
La partie orientale du Pont est de nouveau confiée à Dejotarus de Galatie en 47. Après sa mort en 41 av. J.-C., le Pont oriental reste dépendant de la Galatie avant d’être confié à des rois clients par Rome, qui le rattache définitivement à la province de Galatie-Cappadoce en 63 apr. J.-C. À cette occasion, Néron divise la région en trois districts :
- à l’ouest le Pont galatique, voisin de la Galatie ;
- au centre le Pont polémoniaque, qui prend le nom de sa métropole Polemonium ;
- à l’est le Pont cappadocien, voisin de la Cappadoce et correspondant à l’Arménie Mineure.

Sévère Alexandre sépare le Pont de la Bithynie entre 222 et 235 et l'érige en une province distincte confiée à un procurateur de rang équestre, remplacé en 248 par un vir perfectissimus de rang sénatorial dépendant de la province de Galatie. Lors de la réorganisation du système provincial sous Dioclétien vers 295, les districts pontiques sont répartis au sein de quatre provinces faisant partie du nouveau diocèse du Pont :
- la Paphlagonie, constituée par la majeure partie de l’ancien Pont ;
- le Diospont, renommé Hélénopont par Constantin en l’honneur de sa mère Hélène et comprenant le reste de la province du Pont et un district adjacent, en tout huit cités (dont Sinope, Amisus et Zela), avec Amaseia pour métropole ;
- le Pont polémoniaque, avec Néocésarée pour métropole et les cités de Comana du Pont, Argyroupolis, Polemonium, Cerasus et Trapèze ;
- l’Arménie Mineure, avec Sébastée pour métropole et cinq cités.

Entre 384 et 387 apparaît la nouvelle province d’Honoriade. Justinien Ier modifie l’organisation provinciale encore une fois en 536 :
- le Pont polémoniaque est dissous, sa partie occidentale (Polemonium et Néocésarée) est réunie à l’Hélénopont, Comana à la nouvelle province d’Arménie seconde, le reste (Trapèze et Cerasus) à celle de Grande Arménie première ;
- l’Hélénopont reçoit Polemonium et Néocésarée, tandis que Zela est rattachée à l’Arménie seconde. Le gouverneur de la province prend le nom de modérateur ;
- la Paphlagonie absorbe l’Honoriade et est placée sous l’autorité d’un préteur.

Le système des districts militaires (les thèmes byzantins) remplace à son tour cette organisation à partir de la fin du VIIe siècle et le Pont fait alors partie des thèmes des Arméniaques, de Chaldée et de Colonée.
L’intégration à l’Empire romain ne changea que très peu la vie de cette société, fondée sur une oligarchie grecque ou hellénisée gouvernant des habitants d'origine casquéenne ou caucasienne (Chaldiens, Chalybes, Colchides, Macrons, Mossynoèques, Tibarènes) qui eux aussi adoptent progressivement la langue grecque. La religion gréco-romaine se généralise, non sans de nombreux apports orientaux (cultes de Mithra et d'Isis, du serpent guérisseur Glycon…). La région n'est pas linguistiquement romanisée.
Durant cette période, le christianisme se substitue progressivement aux religions antérieures. Devenus chrétiens de langue grecque et citoyens romains, les habitants du Pont sont désormais des « Romées » (Ῥωμαίοι) : ils deviennent, après l'effondrement de la partie occidentale de l'Empire, des sujets de l'« empire des Romées » (Βασιλεία Ῥωμαίων, ou « byzantin ») ; plus tard, les Turcs les appellent « Roum » (nom qui, en turc, signifie « Grecs »).

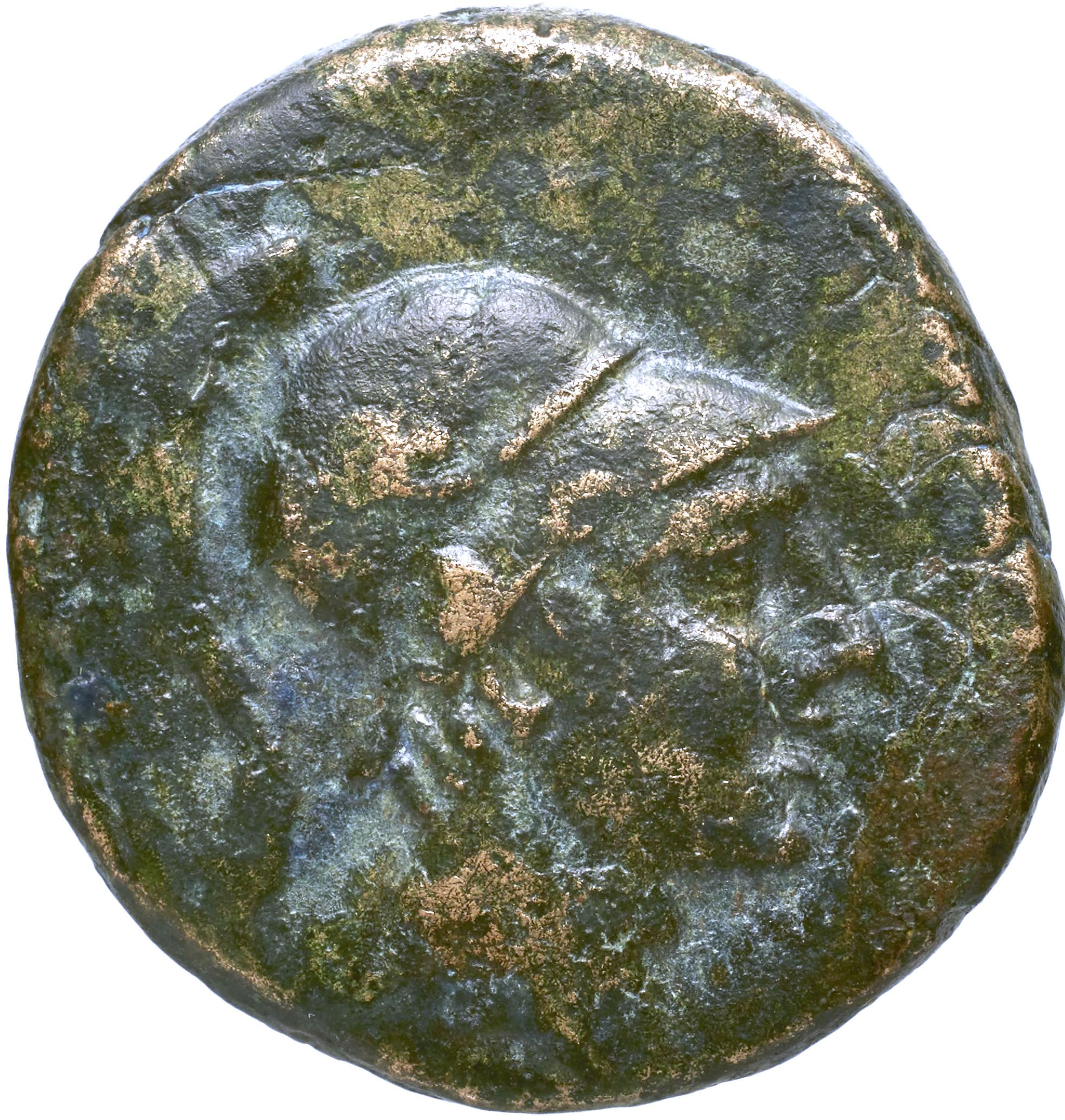
Monnaie du Pont (Amisos), droit
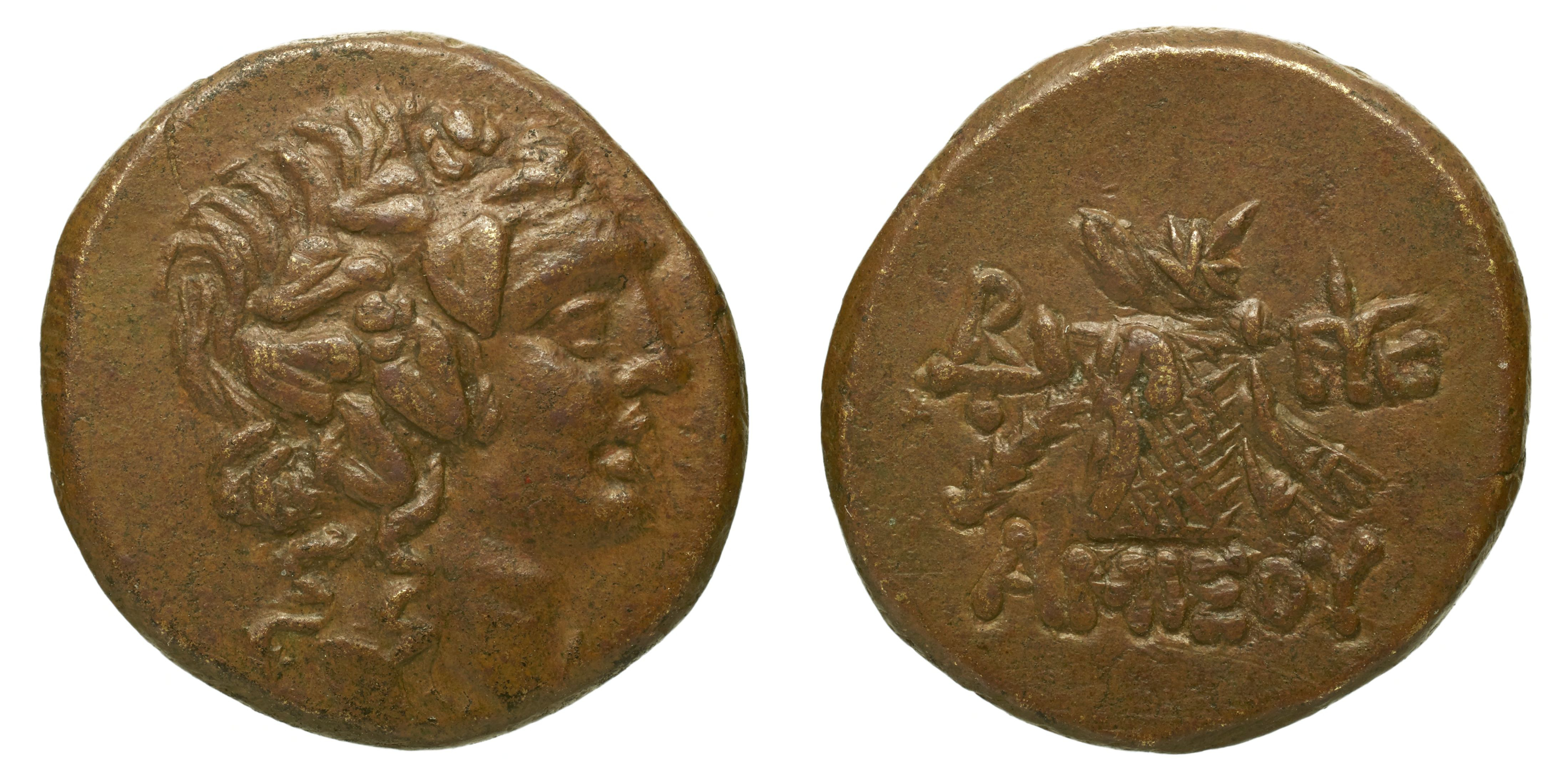
Monnaie du Pont (Amisos) en bronze
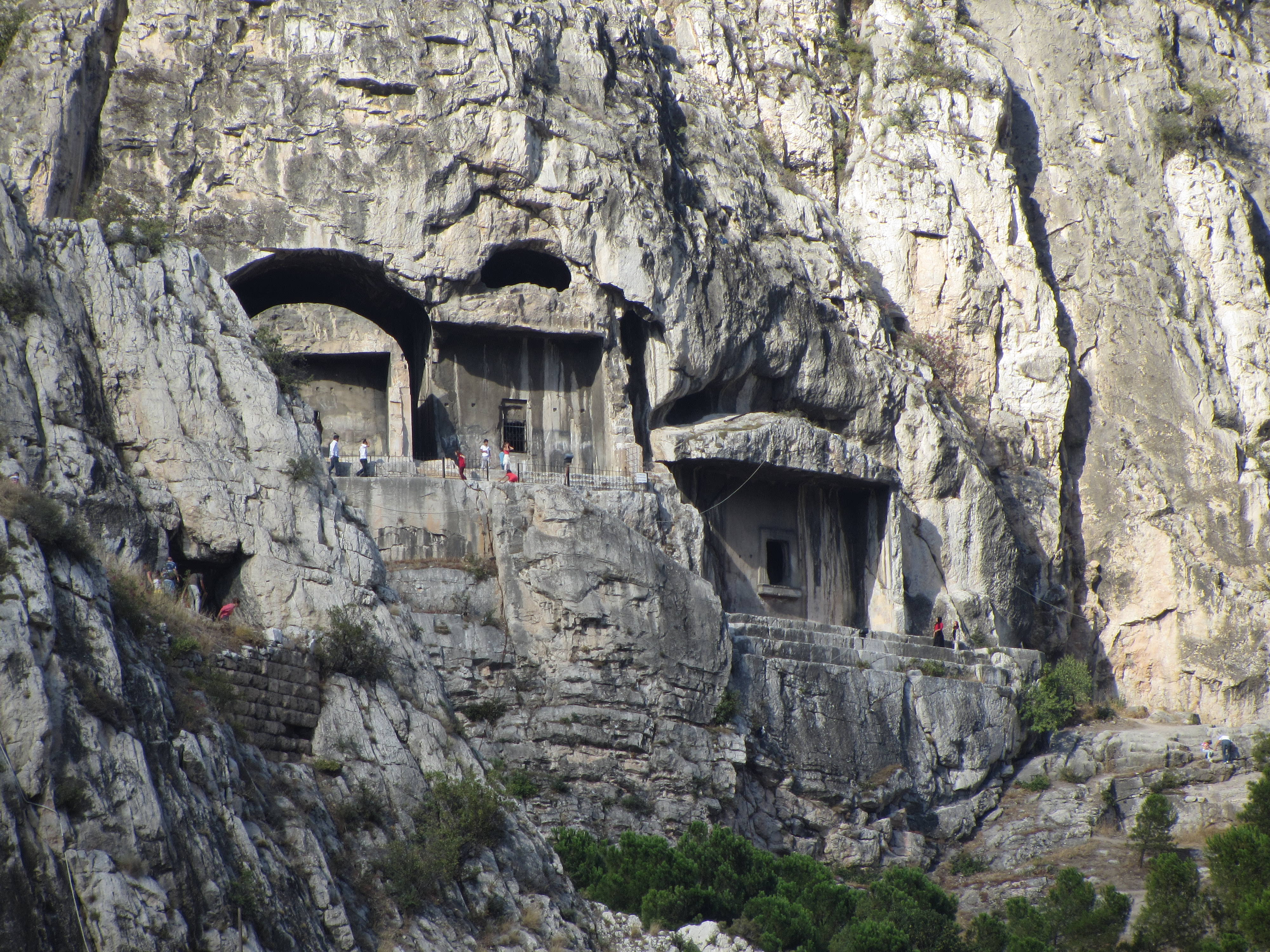
Tombeaux des rois pontiques à Amasya

## Capitales

### Amasée
Le site d'Amasya était déjà occupé au Chalcolithique. 
La plus ancienne mention de la ville provient d’un document hittite, où elle est nommée Hakmis, elle était alors soit une ville de garnison soit un centre religieux. 
En 291 av. J.-C., elle devient la capitale du Royaume du Pont. 
Elle porte alors le nom d’Amassaseias. 
Après sa conquête, Pompée en fait une ville libre et le centre administratif d’un territoire qui sera sous l’empire romain l’un des plus prospères de la région.
Selon Strabon, né lui-même à Amasée, les gigantesques tombeaux creusés dans la falaise au-dessus de la cité étaient ceux de la dynastie des rois du Pont. 
Ces cinq tombeaux correspondraient aux cinq premiers rois de la dynastie mithridatique avant que la capitale ne soit déplacée à Sinope. 
On y accède par des escaliers vertigineux. 
Les tombes sont surmontées soit d’un arc surbaissé, soit d’un linteau droit. La tombe proprement dite est une sorte de cube taillé en retrait de la falaise, et le plus souvent orné de deux colonnes ou pilastres surmontés de chapiteaux bruts. 
La façade du tombeau comprend une ouverture au centre avec des pourtours sculptés donnant l’impression qu’il s’agit d’une porte ou d’une fenêtre. 
Elle recevait sans doute une porte en pierre fermant le tombeau.

### Sinope
Il existe trois légendes sur la fondation de Sinope. Tout d'abord, Sinope viendrait de Sinopè, une Amazone, ou d'après le pseudo-Scymnos, une nymphe fille du fleuve Asopos coulant dans la région. D'après un récit du IIe ou du Ier siècle av. J.-C., elle aurait été fondée par une fratrie de trois Grecs, Autolykos, Phlogios et Déïléon. Enfin, toujours d'après des passages du pseudo-Scymnos, la cité aurait été refondée après une incursion des Cimmériens par Koos et Krétinès.
Fondée par des colons originaires de Milet, Sinope avait jadis dominé, grâce à sa flotte, l’ensemble du Pont-Euxin et aidé les villes grecques situées sur d’autres côtes ; indépendante, elle n’avait, pendant longtemps, connu d’autre loi que la sienne. Malgré tout, Sinope avait été annexée par les rois du Pont et c’est dans ces murs qu’en 132 av. J.-C. naquit Mithridate Eupatôr.
Construite sur une petite presqu’île bordée, de part et d’autre, par des chantiers navals et par des installations portuaires, elle possédait une vaste agora, des péristyles et un gymnase. La pêche au thon, les vergers, les champs fertiles et les pâturages qui s’étendaient au sud de la cité pourvoyaient à la subsistance de sa population ; côté mer, des récifs et une côte abrupte et d’accès difficile, côté terre, des remparts couronnés de tours assuraient sa protection.

## Listes des dirigeants du Pont

### Satrapes perses
- 450-420 av. J.-C. : Otanès
- 420-402 av. J.-C. : Ariobarzane Ier
- 402-362 av. J.-C. : Mithridate Ier de Cios
- 362-337 av. J.-C. : Ariobarzane II
- 337-302 av. J.-C. : Mithridate II de Cios

### Rois hellénistiques
- 301-266 av. J.-C. : Mithridate Ier « Ktistês » (le Fondateur) (satrape puis roi en 281 av. J.-C.)
- 266-258 av. J.-C. : Ariobarzane
- 250-220 av. J.-C. : Mithridate II
- 220-184 av. J.-C. : Mithridate III
- 184-170 av. J.-C. : Pharnace Ier
- 170-150 av. J.-C. : Mithridate IV « Philopatôr » (Qui aime son père) « Philadelphe » (Qui aime son frère)
- 150-121 av. J.-C. : Mithridate V « Évergète » (le Bienfaiteur)
- 120-63 av. J.-C. : Mithridate VI « Eupatôr » (Au père illustre) (reine Monime)
  - 120-112 av. J.-C. : Mithridate « Chrestos » (l'Oint)
- 63-47 av. J.-C.: Pharnace II
- 47-39 av. J.-C. : occupation par la République romaine
- 39-36 av. J.-C. : Darios, fils de Pharnace II
- 36-8 av. J.-C. : Polémon Ier
- 8 av. J.-C.-21 ap. J.-C. : Pythodoris de Trallès, reine (sa veuve)
- 21-27 : Antonia Tryphaena, épouse de Cotys VIII, roi de Thrace, reine, fille des précédents
- 27-38 : gestion du royaume par un procurateur romain
- 38-63 : Polémon II du Pont, petit-fils de Polémon Ier
- Annexion par Rome

#### Sources antiques
- Strabon, Géographie [détail des éditions] [lire en ligne].

#### Ouvrages généraux
- Laurianne Martinez-Sève, Atlas du monde hellénistique (336-31 av. J.-C.), Pouvoir et territoires après Alexandre le Grand, Paris, Autrement, 2011.
- Édouard Will, Histoire politique du monde hellénistique 323-30 av. J.-C., Paris, Seuil, coll. « Points Histoire », 2003.

#### Articles
- Askold Ivantchik, article « Les légendes de fondation de Sinope du Pont », in Revue des Études Anciennes, 1997, 99-1-2, p. 33-45.
- Bernard Rémy, article « Royaume du Pont », in Jean Leclant (dir.), Dictionnaire de l’Antiquité, Paris, PUF, coll. « Quadrige », 2005, 2464 p. (ISBN 2-13-055018-5).
- Maurice Sartre, article « Province romaine du Pont », in Jean Leclant (dir.), Dictionnaire de l’Antiquité, Paris, PUF, coll. « Quadrige », 2005, 2464 p. (ISBN 2-13-055018-5).
- Dmitrij Borisovič Šelov, article, « Le royaume Pontique de Mithridate Eupatôr »n in Journal des Savants, 1982, 3-4, p. 243-266.